# Habib, la grande aventure
Pour plus de détails, voir Fiche technique et Distribution.
Habib, la grande aventure est une comédie franco-helvéto-belge réalisée par Benoît Mariage, sortie en 2022.

## Synopsis
Un jeune homme, fils de parents immigrés marocains, rêve de devenir un acteur, et de gagner sa vie comme acteur. Mais on ne lui propose que des petits rôles de voyous. Voilà par contre qu'on lui propose d'interpréter sur scène, au théâtre, le rôle de saint François d'Assise. Mais s'investir dans un tel personnage bouscule sa vie, et les traditions de sa famille.
« Un conte burlesque, en apparence léger comme une plume, mais dont la fantaisie est pure politesse, un langage pudique servant à aborder, avec joyeuseté, la question sérieuse de l’identité et de la difficulté de se trouver, quand on se sent tiraillé entre deux cultures ».

## Fiche technique
Sauf indication contraire, les informations mentionnées dans cette section peuvent être confirmées par les bases de données cinématographiques IMDb et Allociné,  présentes dans la section « Liens externes ».
- Titre original : Habib, la grande aventure
- Réalisation : Benoît Mariage
- Scénario : Benoît Mariage
- Photographie : Christophe Beaucarne
- Montage : Cyril Nakache, Sylvie Lager, Mickael Ritter
- Musique : Frédéric Vercheval
- Décors : Hubert Pouille
- Costumes :
- Son : Antoine Wattier (chef monteur son), François Musy (preneur de son), Renaud Musy (preneur de son et monteur son) et Frédéric Demolder (mixeur)
- Producteurs : Boris van Gils et Michaël Goldberg
- Sociétés de production : Formosa Productions, CAB Productions, Daylight Films et Polaris Films
- Sociétés de distribution : KMBO
- Pays de production :  France,  Belgique et  Suisse| Médias externes |                                                     |
| Images          |                                                     |
|                 | Affiche du film sur le site Allociné                |
| Vidéos          |                                                     |
|                 | Bande-annonce du film sur le compte Youtube de KMBO |
- Langue originale : français
- Format : couleur — 2,35:1
- Genre : Comédie
- Durée : 88 minutes
- Dates de sortie :
  - France : 24 août 2022 (Festival du film francophone d'Angoulême) / 19 avril 2023 (sortie nationale)
  - Belgique : 22 février 2023

## Distribution
Sauf indication contraire ou complémentaire, les informations mentionnées dans cette section proviennent du générique de fin de l'œuvre audiovisuelle présentée ici.
- Bastien Ughetto : Habib
- Catherine Deneuve : elle-même
- Thomas Solivérès : Egide
- Sofia Lesaffre : Nadia
- Sofia Elabassi : Mayla
- Ahmed Benaïssa : le père de Habib
- Farida Ouchani : la mère de Habib
- Michel Fau : le réalisateur
- Daphne van Dessel : Constance
- Sophie Maréchal : Zoé
- Frédéric Clou : Assistant réalisateur
- Sarah Grosjean

## Accueil critique
En France, le site Allociné donne la note de 2,9⁄5, après avoir recensé 10 critiques de presse.
Pour Xavier Leherpeur (L'Obs), « Autour de cet acteur (excellent Bastien Ughetto) au carrefour de crises spirituelle, professionnelle et existentielle, le réalisateur des Convoyeurs attendent signe une comédie pleine de digressions savoureuses et de détails saugrenus. ».
Pour Baptiste Thion, (Le Journal du dimanche), il s'agit là d'une aventure « dénuée de pérégrinations et de péripéties ». Pour autant, le film ne possède pas un « titre ironique ». Le réalisateur convient « à une quête identitaire naviguant entre la communauté belgo-marocaine de Molenbeek et le milieu artistique, moqués au passage. Parfois tâtonnante, sa comédie touchante distille son charme décalé et peut compter sur de bons comédiens. ».
Pour Thierry Chèze (Première), Benoît Mariage conte une « fable tout en subtilité autour de l’identité, à rebours de notre époque où ce thème est généralement l’assurance de débats aussi violents que vains sans pour autant verser dans la guimauve. Parce qu’il [le réalisateur] sait trouver la part d’absurde dans notre quotidien et en user pour écrire des situations et des personnages (dont une Deneuve géniale dans son propre rôle) aussi attachants que profonds. Il n’a pas perdu la main ».
Pour Christophe Caron (La Voix du Nord), « Il n’est pas dénué de charme, ce film aux personnages singuliers qui égratigne gentiment le milieu du cinéma et du théâtre tout en appréhendant la question identitaire avec un art du décalage à la belgitude prononcée. Mais l’ensemble, pas toujours très chaleureux, parfois bancal, nous empêche d’être complètement emporté. Surtout, Habib surgit à la suite de Youssef Salem a du succès, sorti en janvier, qui abordait des thèmes voisins avec davantage de drôlerie et de générosité. Une vraie curiosité néanmoins. ».

### Box-office
| Pays ou région | Box-office    | Date d'arrêt du box-office | Nombre de semaines |
| -------------- | ------------- | -------------------------- | ------------------ |
| France         | 2 117 entrées | en cours                   | 1                  |

Pour son premier jour d'exploitation en France, Habib, la grande aventure a réalisé 1 475 entrées, dont 1 229 en avant-premières, pour un total de 77 séances proposées. En comptant pour ce premier jour les avant-premières, le film se positionne en dixième place du box-office des nouveautés pour sa journée de démarrage, derrière Avant l'effondrement (2 328) et devant la ressortie de Jeanne Dielman, 23, quai du Commerce, 1080 Bruxelles (489).
Au bout d’une première semaine d’exploitation dans les salles françaises, le long-métrage totalise 2 117 entrées.